# Tifra
Tifra là một đô thị thuộc tỉnh Béjaïa, Algérie. Dân số thời điểm năm 2002 là 8.547 người.